# Хюттманн, Маттиас
Маттиас Хюттманн (нем. Matthias Hüttmann;* 1963) — немецкий журналист и переводчик. С 2010 года он является главным редактором журнала о солнечной энергетике SONNENENERGIE, который издается Немецким обществом солнечной энергии (DGS). Хюттманн также является пресс-секретарем DGS.

## Биография
После завершения учебы Хюттманн начал работать в отрасли солнечной энергетики в 1994 году. До 2010 года он был сотрудником Информационно-демонстрационного центра солнечной энергии в Фюрте в течение шестнадцати лет, сначала консультантом по солнечной энергетике, а затем в прессе и связях с общественностью.

В своей журналистской работе он занимается темами изменения климата и перехода на возобновляемые источники энергии.
«Ничего невозможно сделать в одиночку»… Нет, пока мы живем, мы что-то делаем, и всегда есть возможность делать что-то другое". — Маттиас Хюттманн: SONNENENERGIE, Официальный журнал Немецкого общества солнечной энергии, 2018

## Публикации
- Cartoon — aus dem Kopf gepurzelte Ideen / Richard Mährlein; Autoren: Richard Mahrlein, Matthias Hüttmann; Erlangen; Verlag Solare Zukunft; 2018
- Modern heizen mit Solarthermie: Sicherheit im Wandel der Energiewende; Timo Leukefeld, Oliver Baer, Matthias Hüttmann; Herausgeber Deutsche Gesellschaft für Sonnenenergie (DGS), Landesverband Franken e.V., Nürnberg; Erlangen; Verlag Solare Zukunft; 2015
- Solarenergie gewinnen und optimal nutzen; Matthias Hüttmann/Heinz Wraneschitz; München; Compact-Verlag; 1996

### Übersetzer
- "Der Tollhauseffekt: wie die Leugnung des Klimawandels unseren Planeten bedroht, unsere Politik zerstört und uns in den Wahnsinn treibt; Michael E. Mann und Tom Toles; in der deutschen Übersetzung von Matthias Hüttmann und Herbert Eppel; Erlangen; Verlag Solare Zukunft; 2018
- Michael E. Mann: . Wie wir die Anstifter klimapolitischer Untätigkeit besiegen. Hrsg.: Deutsche Gesellschaft für Sonnenenergie. 1. Auflage. Solare Zukunft, Erlangen 2021, ISBN 978-3-933634-48-1, S. 435 (dgs-franken.de — englisch: . 2021. Übersetzt von Matthias Hüttmann, Tatiana Abarzúa und Herbert Eppel, Verlag der Originalausgabe: PublicAffairs).